# Емил Велев
Емил Симеонов Велев по прякор Кокала е български футболист, национален състезател и треньор по футбол.

## Кратка биография
Започва да играе в юношеския отбор на Левски. Става шампион на България през 1984, 1985 и 1988 г. и носител на Купата на България през 1982 и 1984 г. През своята кариера изиграва 176 мача за Левски в първенството и 34 мача за Купата на България, в които вкарва е общо 30 гола. Играе също така и в Израел за отборите на Апоел Рамат Ган, Макаби Ирона и Макаби Джафа.
Неведнъж е отстраняван от скамейката на Левски по време на мач заради бурни оспорвания на съдийски решения. Любопитен момент от кариерата му е мачът ЦСКА – Левски 0:3 /0:1 Н. Илиев (13), 0:2 Б. Искренов (23), 0:3 Н. Сираков (78)/, 1/8-финал за Купата на съветската армия, игран на 13 февруари 1988 г. на стадион „Българска армия“. При резултат 0:2 през второто полувреме е отсъден пряк свободен удар за „Левски“. Съдията безуспешно се опитва да издърпа построената от домакините стена на необходимото разстояние. Тогава Велев се намесва „авторитетно“, стъпва с единия си крак върху топката, поставя ръце на кръста и издава гръмко команда: „Я внимавай! Офицери, мирно! Две крачки назад, ходом – марш!", при което получава светкавично жълт картон.

### Треньорска Кариера

#### Левски София
През 2002 г. Велев става помощник-треньор на Левски, а шест години по-късно е назначен за старши треньор на Левски, след като Велислав Вуцов е уволнен. Под негово ръководство Левски завършва наравно 1:1 срещу беларуския шампион БАТЕ Борисов в третия квалификационен кръг на Шампионската лига, но този резултат е недостатъчен за Левски да продължи напред след загуба с 0:1 у дома в първия мач.
Велев дебютира като старши треньор в българското първенство на 17 август 2008 г. в мач срещу Ботев Пловдив, който Левски печели с 6:0. През сезон 2008/09 записва баланс от 21 победи, 6 равни и 2 загуби в А група и извежда Левски до шампионската титла.
На 23 юли 2009 г. Велев обявява, че е бил уволнен от Левски София, въпреки че отстранява с общ резултат 9:0 (победи с 4:0 в София и 5:0 в Андора) андорския шампион Санта Жулия във втория квалификационен кръг на Шампионската лига.

#### Славия София
През май 2010 г. Велев е назначен за старши треньор на Славия. С тях той достига до финала за Купата на България 2010/11, който е първи финал на Славия от 15 години. Губи финала с 0:1 от ЦСКА с гол на Спас Делев. По пътя до финала отстранява отборите на Лудогорец (Разград), Етър (Велико Търново), Черноморец (Бургас) и Пирин (Благоевград).

#### Локомотив Пловдив
На 8 ноември 2011 Велев поема отбора на Локомотив Пловдив, замествайки Неделчо Матушев след серия от лоши резултати. Дебютира на 12 ноември 2011 г. в мач срещу Ботев Враца, спечелен с 2:1.
През същия сезон 2011/2012 извежда отбора до финал за Купата на България, загубен от Лудогорец с 1:2. По пътя до финала отстранява отборите на Чавдар (Етрополе), Добруджа (Добрич), Левски (София) и Литекс (Ловеч). Въпреки загубения финал отборът получава право да играе в Лига Европа през следващия сезон. Локомотив отпада във втория квалификационен кръг от холандския Витес след общ резултат 5:7 (4:4 в Ловеч и 1:3 в Холандия). През октомври 2013 г. напуска клуба.

#### Локомотив София
В края на 2012 година заменя Антон Велков на поста ст. треньор на столичния Локомотив. Въпреки проблемите в първенството, Велев извежда Локомотив София до полуфинал в турнира за купата на България след победа на 1/4 финалите над ЦСКА с общ резултат в двете срещи 1:0.

#### Втори престой в Локомотив Пловдив
През юни 2014 г. Велев застава начело на Локомотив Пловдив за втори път в кариерата си. Престоят му е кратък и продължава до юли месец.

#### Хасково
През октомври 2014 г. поема отбора на Хасково. На 17 октомври дебютира срещу Лудогорец в Разград, като губи мача с 1:3. През март 2015 г. напуска клуба след загуба от Славия с 1:5 след като отборът на Хасково се намира в зоната на изпадащите.

#### Монтана
През ноември 2015 г. става старши треньор на Монтана с договор до края на сезона. Извежда отбора до финал за Купата на България след като отстранява последователно отборите на Пирин (Гоце Делчев), Локомотив (Пловдив), Локомотив (Горна Оряховица) и Литекс (Ловеч). На финала губи с 0:1 от ЦСКА с гол на Станислав Маламов. В първенството има за цел класиране на отбора в осмицата, но кръг преди края Монтана се намира на 9-о място и обявява, че напуска клуба.

#### Оборище Панагюрище
На 17 октомври 2016 г. е назначен за треньор на втородивизионния Оборище (Панагюрище) с цел да спаси отбора от изпадане и с договор до края на сезона. Завършва на 11-о място и напуска след изтичането на договора му.

#### Левски (Лом)
През юни 2021 г. е назначен за старши треньор на „новака“ в професионалния футбол – Левски (Лом)

#### Вихрен (Сандански)
На 29 август 2021 г. е обявен за треньор на Вхрен (Сандански).

## Успехи

### Играч
- Шампион на България – 3 пъти (1984, 1985, 1988)
- Купа на България – 2 (1982, 1984)

### Треньор
- Шампион на България – 1 път (2009 с Левски)
- Финалист за Купа на България – 3 (2011 със Славия, 2012 с Локомотив Пловдив, 2016 с Монтана)

## Любопитни факти
- Прякорът му „Кокала“ идва от тогавашните му съотборниците в Левски през 80-те, сред които са Борислав Михайлов, Николай Илиев, Ангел Славков и Божидар Искренов. Заради непоклатимостта на Велев при сблъсъците със съперниците започват да го наричат Кокала.
- Прякорът му „Сър Джеймс“ го измисля Божидар Искренов.
- Има двама сина – Емил и Томас.
- Владее иврит.